# Tutti pazzi per amore
Tutti pazzi per amore è una serie televisiva italiana prodotta da Rai Fiction e Publispei, trasmessa in prima visione da Rai 1 dal 7 dicembre 2008 al 1º gennaio 2012.

## Produzione
Il soggetto originale della serie è di Ivan Cotroneo. Per la prima stagione, i soggetti di puntata sono stati scritti da Ivan Cotroneo e Monica Rametta. Le sceneggiature sono state scritte da Ivan Cotroneo, Monica Rametta, Elena Bucaccio, Stefano Tummolini, Stefano Bises. La casa di produzione Publispei, che ha acquistato spesso dei format spagnoli di grande successo, come Un medico in famiglia o I Cesaroni, esporterà il format di questa fiction proprio nel paese iberico.
La seconda serie è stata girata nel 2009 ed è andata in onda a partire dal marzo 2010. In questa stagione c'è stato un recasting per il personaggio di Laura a causa della gravidanza di Stefania Rocca: le subentra Antonia Liskova. Neri Marcorè, a causa dei molti impegni, lascia il cast fisso: il suo personaggio Michele muore nel corso del primo episodio e successivamente riappare in forma di angelo. Entra a far parte del cast fisso Alessio Boni, che interpreta Adriano, fratello di Michele. La serie riprende il format della prima stagione, con la differenza che in ciascun episodio c'è un momento musical in cui i personaggi interpretano una canzone italiana che dà il titolo all'episodio.
Il 14 febbraio 2011 sono iniziate le riprese della terza stagione. Sono confermati gli attori Antonia Liskova, nel ruolo di Laura, Emilio Solfrizzi, Nicole Murgia e Brenno Placido, mentre Alessio Boni, Carla Signoris e Giuseppe Battiston non fanno più parte del cast. Martina Stella interpreta Elisa, ragazza toscana e cugina di Monica prossima alle nozze, che entra a far parte di Tu donna. Nel cast anche Ricky Memphis, Anita Caprioli, Alessia Barela e Lucrezia Lante della Rovere. Novità della terza stagione è che ciascun episodio si svolge in un tempo di 24 ore, narrando una giornata intera dei personaggi della serie. In particolare narrerà di 26 giorni, dal 7 dicembre al 1º gennaio. Il 21 ottobre 2011 sono terminate le riprese della stagione, mentre la messa in onda è avvenuta dal 6 novembre successivo su Rai 1.
Nella primavera 2013 lo sceneggiatore della serie Ivan Cotroneo dà la conferma per una quarta stagione, all'epoca in fase di lavorazione. A giugno dello stesso anno, però, viene dichiarato l'annullamento del progetto: Carlotta Natoli in un'intervista rivela che la serie non sarebbe stata più rinnovata in quanto la Rai non aveva intenzione di rischiare di rovinare un prodotto del genere al culmine del suo successo, affermando che nel momento in cui una serie televisiva prosegue per molte stagioni perde qualità.

## Episodi
| Stagione         | Episodi | Prima TV  |
| ---------------- | ------- | --------- |
| Prima stagione   | 26      | 2008-2009 |
| Seconda stagione | 26      | 2010      |
| Terza stagione   | 26      | 2011-2012 |

Le prime due stagioni hanno come episodi i titoli di famose canzoni (ad esempio Questione di feeling o Love Is in the Air); nella terza stagione, invece, la narrazione è impostata come una sorta di diario quotidiano che parte dagli inizi di dicembre fino ad arrivare a Capodanno (il titolo dell'episodio è la data in cui esso si svolge).

## Trama

### Prima stagione
La storia ruota attorno ai due protagonisti Paolo, un quarantenne vedovo con la figlia sedicenne Cristina, e Laura, una trentottenne divorziata con due figli, Emanuele di 16 anni e Nina di 7. Dopo un lungo periodo d’inattività lavorativa, Laura trova un'occupazione presso la redazione del giornale femminile Tu donna, diretto da Monica, la quale diventerà la sua migliore amica. Nella redazione lavorano anche Lea, Rosa, Maya ed Elio. L'ex marito di Laura, Riccardo, vive negli Stati Uniti ed è gay, motivo per il quale i due hanno divorziato. 
Le vite delle due famiglie s'intrecciano quando Paolo e sua figlia si trasferiscono nell'appartamento sullo stesso pianerottolo dell'appartamento di Laura. Inizialmente Laura e Paolo non si sopportano, anche se non si sono mai visti e comunicano unicamente attraverso dei biglietti lasciati sulle persiane delle finestre. Emanuele e Cristina, coetanei, sono nella stessa classe e dividono il banco e anch'essi non si sopportano: Emanuele viene chiamato da Cristina "Psycho" essendo un ragazzo iper preciso quasi in tutto ed estremamente paranoico con l'igiene, mentre la ragazza viene definita dal ragazzo "tossica" e troglodita per i suoi modi da maschiaccio e per la sua ignoranza nelle materie scolastiche. L'unica che sembra andar d'accordo con tutti è Nina, la quale ha un amico immaginario di nome Filippo. Laura e Paolo s'invaghiscono l'uno dell'altra, inizialmente non sapendo di essere gli odiati vicini. Dopo averlo scoperto, continuano a frequentarsi all'insaputa dei figli, che quando lo sapranno avranno un grande shock. Paolo e Laura decidono di buttare giù il muro che separa i due appartamenti e così le due famiglie vivranno insieme.  
Il miglior amico di Paolo, Michele, è un "Don Giovanni" incallito: un giorno conosce Monica, con la quale prima c'è un rapporto di antipatia, poi di amicizia e complicità. Michele inizierà a provare nei suoi confronti altri sentimenti ma capirà che non potrà mai stare insieme a Monica, così le fa conoscere Ermanno, un ragazzo semplice e diametralmente opposto a Monica; Michele gli consiglia come corteggiarla e farla innamorare, finché Monica, una volta innamorata, non scoprirà la finzione e si vendicherà così di Michele. Alla fine Michele e Monica si fidanzeranno e andranno a vivere insieme. La sorella di Laura, Stefania, è sposata da anni con Giulio: inizialmente lei è sempre assente e nei pochi momenti disponibili lo sfrutta e lui è succube del suo amore. 
I due non riescono ad avere figli, così decidono di adottarne uno, ma lei rimarrà incinta di due gemelle, così alla fine avranno a che fare con tre bambini: Yang, Rachele e Rebecca. Clelia e Mario sono i genitori di Laura e Stefania, lei dispotica come madre, brillante e di successo come avvocato matrimonialista, lui fidanzato con Sandrine: i due divorziati da anni, si rifidanzeranno all'insaputa di tutti. Le zie zitelle di Paolo, Sofia e Filomena, maniache della pulizia, molto credenti, e onnipresenti nelle vite del nipote. Ogni episodio è accompagnato da un'intervista della Signorina Carla al dottor Freiss, tuttologo. I due intervengono esternamente a commento delle vicissitudini dei personaggi. Laura rimane incinta di Paolo, ma la gravidanza finirà male e la donna diventerà più fredda nei confronti del compagno, accusandolo di non aver fatto in tempo a portarla in ospedale, poiché non possiede la patente di guida.
Paolo è tentato di tradire Laura con la sua affascinante collega, nonché ex allieva Natascia, ma alla fine rimarrà fedele a Laura, mentre questa, sospettando erroneamente dell'infedeltà del compagno, passerà una notte d'amore con il suo ex marito. Paolo per cercare un riavvicinamento con Laura, le chiede addirittura di sposarlo. Lei accetta ma, per onestà, la notte prima del matrimonio gli svela il suo tradimento con Riccardo. Paolo decide di non sposare Laura, lasciandola proprio davanti all'altare e scappando. Il muro che divideva le due case viene ritirato su, ma Paolo una notte, pentito della scelta avventata e preso dalla pazzia, lo romperà di nuovo, chiedendo alla stupefatta Laura di perdonarlo ancora una volta e di provare a convivere. La serie finisce con i due che si baciano e tutti i protagonisti che applaudono a distanza, come se si fossero sposati veramente.

### Seconda stagione
È passato un anno dagli eventi della prima stagione. Paolo si è pentito di non aver pronunciato il fatidico "sì", perciò chiede a Laura, per la seconda volta, di sposarlo. Monica e Michele convolano a nozze, assieme ai due protagonisti, ma lui muore improvvisamente per un attacco cardiaco davanti all'altare. Michele, tuttavia, rimane nella serie nell'aldilà e scopre che può dare dei consigli ai suoi amici apparendo nei loro sogni. Ancora una volta quindi Paolo e Laura non riescono a sposarsi e Monica scopre di essere incinta. Adriano, il fratello di Michele, recatosi in città per il matrimonio, divide l'appartamento con Monica, di cui decide di prendersi cura al posto del fratello. Intanto Laura pubblica il suo primo romanzo, Innamorate pazze, che ha un grande successo e alla donna viene proposto di pubblicarlo anche in Francia.
Cristina ed Emanuele s’innamorano rispettivamente di due fratelli: Raoul, un ragazzo sieropositivo, e sua sorella Viola, studiosa e competitiva. Scoppia l'amore anche tra Adriano e Monica, ma lui è fidanzato da poco con la parrucchiera toscana Bea. Stefania e Giulio sono invece alle prese con due bellissime bambine da poco messe al mondo, le gemelle Rachele e Rebecca, e il figlio adottivo Yang, che avrà un rapporto speciale con la "nonna" Clelia. La stessa Clelia, e Mario, dopo essersi separati si ricongiungono e si risposano con un rito indiano nella dodicesima puntata, in seguito a vari litigi e alle gelosie di lui per un amico di Clelia, con cui lei stava instaurando un legame particolare.
Paolo decide di lasciare il lavoro, che tempo non lo soddisfa più, e di aprire una serra con una certa Valeria Guerrieri, una ragazza giovane e tosta che sta per sposarsi. Nonostante tutto, però, Paolo tradisce Laura con Valeria (innamorata davvero di Giorgi), e lei, pur se ha baciato il suo affascinante editore Marco, che la stava aiutando con il suo romanzo di successo, non vuole dargliela vinta, e decide di lasciare per sempre Paolo, molto pentito. E se Cristina capisce di aver sbagliato trattando Raoul come uno "diverso", e i due si fidanzano, Viola tradisce Emanuele con Sandrino, il suo ex ragazzo, molto bello e spigliato, di vent'anni (una piccola leggenda dell'università viene spesso definito). Anche la loro storia, però, andrà a buon fine. Laura e Paolo, in un finale quasi catastrofico, si sposano nella piccola chiesa dell'ospedale, dove è stato ricoverato lui dopo un incidente, mentre inseguiva sua figlia Cristina ed Emanuele in seguito alla loro prova di maturità scolastica (dove tutti sono stati promossi).
Michele invece, si fa concedere un permesso per andare sulla terra a vedere suo figlio, che Monica ha appena partorito con l'aiuto dell'amato Adriano, dove dà l'addio a lei perché ormai ha portato a termine il compito di proteggere e aiutare i suoi amici. Così, Monica scoppia a piangere con in braccio il bambino appena partorito, che chiama Michelino. Intanto anche le ragazze della redazione si sono sistemate. Rosa, abbandonata dal marito Carlo con tre gemelli a carico, dopo aver cercato invano l'uomo giusto, lo trova nel baby-sitter dei suoi figli, il ventitreenne Teo. Lea s'innamora inaspettatamente di Ermanno, che diventa grafico del giornale al posto di Elio, che si era licenziato.
Maya, invece, si fidanza ufficialmente. Lui è Tommaso. Separato con due figli, che però non sembra essere proprio adatto a lei. Infatti, quando Elio ritorna per amore di Maya, dopo averla corteggiata a lungo, riesce a farla innamorare di lui, e a farle lasciare Tommaso. Dopo una breve fuga di Stefania, per la paura di fallire come madre e educatrice, anche lei e Giulio vivono con serenità insieme ai tre figli. Cristina e Raoul ed Emanuele e Viola stanno insieme, e tutto si conclude per il meglio, in ospedale, sulle note della canzone "Love is in the air".

### Terza stagione
Laura e Paolo hanno affittato un appartamento sotto di quello della famiglia per starsene in pace e lontani dai guai familiari di figli e zie (che sono andate ad abitare con loro dopo lo sfratto). Una volta scoperto il nascondiglio segreto, tutti in famiglia vogliono l'appartamento per sé, facendo valere i propri bisogni. Questo vale per Cristina e Raoul e Viola ed Emanuele, che cercano da tempo una casa in cui andare a convivere, per Stefania e Giulio, la cui nuova casa è ancora al centro di alcuni lavori di ristrutturazione, per le zie, che vogliono uno spazio solo per loro. Intanto in redazione tutte le collaboratrici trascurano il lavoro e le lettrici, per occuparsi dei propri problemi amorosi e familiari. Monica si è lasciata con Adriano e ora vive solo per il figlioletto. Rosa si convince di aver superato i problemi della differenza di età con Teo, ma pare essere solo un'illusione.
Maya è disperata: Elio, il grafico, parte per l'America, e tornerà solo tra un mese. Quindi lei dovrà rimanere in castità per ventiquattro giorni circa. Al suo posto subentra Elisa Trombetti, la cugina toscana (di secondo grado) di Monica. Elisa è una ragazza giovane e strana. Non solo si propone di risolvere i problemi delle sue colleghe, ma consiglia anche a Monica il pediatra ideale: si tratta di Giampaolo, suo promesso sposo però, accade sempre più spesso che Monica abbia delle visioni che rivelano che nei secoli e millenni precedenti lei e Giampaolo fossero amanti (addirittura già dai tempi della Preistoria e del Rinascimento). Tutto ciò provoca turbamento in Monica, la quale si sente divisa tra un sempre più crescente amore per Giampaolo e la solidarietà nei confronti della cugina. Dato che anche Giampaolo, dopo qualche tempo, comincia ad avere delle visioni su lei, i due iniziano a essere amanti, pur sapendo che il matrimonio tra Giampaolo ed Elisa incombe. 
Nella vita di Laura ricompare Eva, sua vecchia amica, che andrà a lavorare nel vivaio di Paolo, divenendo la sua migliore amica. C'è da dire che Eva è lesbica ed è fidanzata con Roberta. Intanto le cose per le coppie Ema-Viola e Cris-Raoul non sono tutto rose e fiori. I quattro si sono aggiudicati l'appartamento dei genitori, e se lo dividono, ma se Emanuele è geloso di un ricco amico francese della sua fidanzata, e Francesca, sua compagna di università, si scopre innamoratissima di Balestrieri, Cristina è incinta. Lei e Raoul vogliono tenere il bambino, ma aspettano prima di dire tutto ai genitori. La "sorella cattiva di Clelia" arriva a Roma per un po' di giorni e dimostra fin da subito la sua cattiveria, arrivando a rivelare poco prima di ripartire di aver trovato nella vecchia stanza di Cristina un test di gravidanza positivo (che la ragazza aveva nascosto). Nonostante tutte le preoccupazioni, la famiglia è contenta di questo lieto evento. Paolo e Laura, quindi, decidono di aspettare prima di avere un bambino tutto loro. I due avevano deciso di provarci, ma data la gravidanza della giovanissima Giorgi, scelgono di attendere. Le cose però tornano come prima, e, convinti dalla stessa Cristina, cercano questo figlio. Anche dopo vari consigli del medico, i due non riescono nel loro dolce intento, e questo li rende più tristi.
Per Stefania e Giulio, invece, sembra sia arrivata la fine. Lei sta facendo di tutto per avere la casa più bella del mondo, spendendo soldi inutilmente. Questo fa arrabbiare il marito, e i due finiscono in ospedale dopo un cenone di Natale burrascoso. Al che, Stefania e Giulio scelgono la soluzione più conveniente: divorziare. Clelia e Marito, al contrario della figlia, innamoratissimi, tentano la fuga da questo matrimonio, ma poi si pentono, e tornano dagli amati nipoti senza battere ciglio. In più, Clelia viene "assoldata" nel divorzio tra Stefania e Pierantoni ma, sarà l'avvocato proprio di quest'ultimo. Stefania è amareggiata, ma alla fine tutto si sistema, e lei e il marito si ricongiungono, finalmente. Anche le ragazze della redazione hanno i loro problemi. Rosa deve affrontare la madre di Teo, sua coetanea, che la inganna. Lei è una psicoterapeuta, e quando scopre che la bella Rosa è la compagna del figlio, la porta a pensare male di lui, perché vuole che si lascino ma, non la farà franca, Rosa torna con Teo.
Maya cerca in tutti i modi di restare fedele a Elio, e, dopo mille sforzi, ci riesce. Peccato che lui, alla fine, le dica di essersi innamorato di un'americana e la lasci. Nel frattempo Laura, nuova redattrice della rivista, a cui Monica ha lasciato il posto all'inizio della terza serie, deve far fronte ai problemi economici di Tu Donna, che sta per chiudere ma, un'idea geniale porterà il giornale a rimanere aperto ancora. Giampaolo non è riuscito a dire a Elisa di amare Monica ma quando trova il coraggio, lei lo anticipa inventando una finta gravidanza, poiché ha scoperto la relazione clandestina tra il fidanzato e la cugina e vuole vendicarsi. Il giorno del loro matrimonio però, sia Giampaolo sia Monica hanno la visione che Elisa mentì anche nella Preistoria, fingendo di essere incinta. Capito questo, i due si baciano felici. Elisa trova l'amore vero in quel giorno così sfortunato nel testimone di Giampaolo. In più: Nina diventa emo per amore di un ragazzino dello stesso modus vivendi. Raoul viene licenziato, prova a lavorare alla serra di Paolo ma sceglie di scappare dalle sue responsabilità.
Francesca convince Emanuele che Viola l’ha tradito con il suo amico Jean-Claude (l'amico francese di Viola), nella vita della famiglia Giorgi arriva Claudia, madre di Raoul e Viola, che si scopre essere una vecchia fiamma di Paolo. Lei diventerà il sogno erotico di Eva, che poi la dimenticherà per sempre, andando di nuovo da Roberta. Comunque, dopo mille peripezie, la notte di Capodanno, tra la fine del 2011 e l'inizio del 2012, Cristina ed Emanuele si riprendono Raoul e Viola, che stavano partendo. E poi, Laura dice a Paolo di aspettare un bambino. E tutta quest’allargata famiglia sale su un pullman, cantando "Azzurro", la famosa canzone di Celentano. E sul pullman, c'è scritto "Tutti pazzi per amore"!

## Personaggi ed interpreti
Nella seconda stagione, Stefania Rocca, a causa di una gravidanza, è stata sostituita da Antonia Liskova con un recasting. Neri Marcorè, invece, impegnato su più fronti, ha optato per la morte del suo personaggio, che però continua ad apparire negli episodi della seconda stagione nelle vesti di anima del Paradiso.

### Personaggi principali
- Laura Del Fiore (stagioni 1-3), interpretata da Stefania Rocca (stagione 1) e da Antonia Liskova (stagioni 2-3).
- Paolo Giorgi (stagioni 1-3), interpretato da Emilio Solfrizzi.
- Michele Ventoni (stagioni 1-2), interpretato da Neri Marcorè.
- Monica Liverani (stagioni 1-3), interpretata da Carlotta Natoli.
- Adriano Ventoni (stagione 2), interpretato da Alessio Boni.
- Giampaolo (stagione 3), interpretato da Ricky Memphis.
- Lea De Angelis (stagioni 1-2), interpretata da Sonia Bergamasco.
- Maya Marini (stagioni 1-3), interpretata da Francesca Inaudi.
- Rosa Salerno (stagioni 1-3), interpretata da Irene Ferri.
- Elio Franci (stagioni 1-2, ricorrente stagione 3), interpretato da Corrado Fortuna.
- Stefania Del Fiore (stagioni 1-3), interpretata da Marina Rocco.
- Giulio Pierantoni (stagioni 1-3), interpretato da Luca Angeletti.
- Ermanno Russo (ricorrente stagione 1, stagione 2), interpretato da Pietro Taricone.
- Zia Sofia Nicolini (stagioni 1-3), interpretata da Ariella Reggio.
- Zia Filomena Giorgi (stagioni 1-3), interpretata da Pia Velsi.
- Cristina Giorgi (stagioni 1-3), interpretata da Nicole Murgia.
- Emanuele Balestrieri (stagioni 1-3), interpretato da Brenno Placido.
- Nina Balestrieri (stagioni 1-3), interpretata da Laura Calgani.
- Viola Sacchetti (ricorrente stagione 2, stagione 3), interpretata da Claudia Alfonso.
- Raoul Sacchetti (ricorrente stagione 2, stagione 3), interpretato da Gabriele Rossi e da Massimo Ciavarro (stagione 3).
- Clelia Arcangeli (stagioni 1-3), interpretata da Piera Degli Esposti.
- La signorina Carla (stagioni 1-2), interpretata da Carla Signoris.
- Dottor Freiss (stagioni 1-2), interpretato da Giuseppe Battiston.
- Mario Del Fiore (stagioni 1-3), interpretato da Luigi Diberti.
- Elisa Trombetti (stagione 3), interpretata da Martina Stella.
- Eva (stagione 3), interpretata da Anita Caprioli.

### Personaggi secondari
- Gennaro Capone (stagioni 1-3), interpretato da Adriano Pantaleo.
- Paolo Merloni (stagioni 1-3), interpretato da Paolo Merloni.
- Valentini (stagioni 1-3), interpretato da Paolo Setta.
- Martina Liboni (stagioni 1-3), interpretata da Chiara Milani.
- Natascia Leonardi (stagione 1), interpretata da Clizia Fornasier.
- Carlo (stagione 1, guest stagione 2), interpretato da Fabio Balasso.
- Caterina Mancuso (stagioni 1-2), interpretata da Patrizia Loreti.
- Riccardo Balestrieri (stagione 1), interpretato da Tomas Arana, doppiato da Fabrizio Pucci.
- Sergio (stagione 1), interpretato da Luca Calvani.
- Davide Palmieri (stagione 1), interpretato da Federico Le Pera.
- Chiara (stagione 1), interpretata da Alessandra Bellini.
- Clara (stagione 1), interpretata da Mia Benedetta.
- Manuela (stagione 1), interpretata da Susy Laude.
- Ettore Bui (stagione 1), interpretato da Riccardo Rossi.
- Delfina (stagione 1), interpretata da Regina Orioli.
- Vanessa (stagione 1), interpretata da Elena Barolo.
- Sandrine (stagione 1), interpretata da Emanuela Grimalda.
- Valeria Guerrieri (stagione 2), interpretata da Camilla Filippi.
- Marco (stagione 2), interpretato da Ignazio Oliva.
- Ruggero (stagione 2), interpretato da Antonino Iuorio.
- Tommaso (stagione 2), interpretato da Giulio Base.
- Tonino (stagione 2), interpretato da Federico Cesari.
- Angelica, la voce del paradiso (stagione 2), doppiata da Paola Cortellesi.
- Maria Lourdes Valdez (stagione 2), interpretata da Kelly Palacios.
- Ugo De Magistris "Ugolino" (stagione 2), interpretato da Dario Argento.
- Sandrino (stagione 2), interpretato da Federico Maria Galante.
- Andrea Fiorentini (stagione 2), interpretato da Simon Grechi.
- Don Luigi (stagione 2), interpretato da Gigio Morra.
- Rosanna Cancellieri (stagione 2), interpretata da sé stessa
- Matia Bazar (stagione 2), interpretati da loro stessi.
- Yang (stagioni 2-3), interpretato da Stephan Leonard Asanza.
- Bea (stagioni 2-3), interpretata da Chiara Francini.
- Teo Franci (stagioni 2-3), interpretato da Stefano Masciolini.
- Francesca (stagione 3), interpretata da Mily Cultrera Di Montesano.
- Roberta (stagione 3), interpretata da Alessia Barela.
- Anna (stagione 3), interpretata da Orsetta De Rossi.
- Fabrizio Ranieri "Fab" (stagione 3), interpretato da Lorenzo Greggio.
- Dottor Mastrostefano (stagione 3), interpretato da Pier Luigi Misasi.
- Gualtiero (stagione 3), interpretato da Massimo De Santis.
- Avv.Ilaria Masciotti (stagione 3), interpretata da Monica Vallerini
- Ludovico (stagione 3), interpretato da Antonio De Matteo.
- Luca (stagione 3), interpretato da Marco Bonini.
- Elvira Arcangeli (stagione 3), interpretata da Giovanna Ralli.
- Jean Claude (stagione 3), interpretato da Alan Cappelli Goetz.
- Claudia Sacchetti (stagione 3), interpretata da Lucrezia Lante della Rovere.

## Canzoni

### Prima stagione
| Titolo                       | Autore                           |
| ---------------------------- | -------------------------------- |
| Fotoromanza                  | Gianna Nannini                   |
| Ti amo                       | Umberto Tozzi                    |
| Come saprei                  | Giorgia                          |
| Tristezza                    | Ornella Vanoni                   |
| Stasera che sera             | Matia Bazar                      |
| Ragazzo fortunato            | Jovanotti                        |
| Tango delle capinere         | Bixio - Cherubini                |
| Sere nere                    | Tiziano Ferro                    |
| Strani amori                 | Laura Pausini                    |
| ...E io tra di voi           | Charles Aznavour                 |
| Un uomo, una donna           | Francis Lai                      |
| Vacanze romane               | Matia Bazar                      |
| Macho man                    | Village People                   |
| Cocktail d'amore             | Stefania Rotolo                  |
| Solo tu                      | Matia Bazar                      |
| Libero                       | Domenico Modugno                 |
| La notte vola                | Lorella Cuccarini                |
| Non mi innamoro più          | Catherine Spaak e Johnny Dorelli |
| Felicità                     | Albano e Romina                  |
| Buonasera dottore            | Claudia Mori                     |
| È l'uomo per me              | Mina                             |
| Bella                        | Jovanotti                        |
| E tu come stai               | Claudio Baglioni                 |
| Più bella cosa               | Eros Ramazzotti                  |
| Centro di gravità permanente | Franco Battiato                  |
| Mi manchi (live)             | Fausto Leali                     |
| Disco samba                  | Two Man Sound                    |
| Nessuno mi può giudicare     | Caterina Caselli                 |
| Noi ragazzi di oggi          | Luis Miguel                      |
| Per un'ora d'amore           | Matia Bazar                      |
| Solo tu                      | Matia Bazar                      |
| Mister Mandarino             | Matia Bazar                      |
| Morirò d'amore               | Giuni Russo                      |
| Stasera che sera             | Matia Bazar                      |
| Mi manchi                    | Fausto Leali                     |

Nel venticinquesimo episodio della prima stagione, Paolo realizza un CD con i brani che più rappresentano la sua storia con Laura; la lista comprende: 
- Ti amo - Umberto Tozzi
- Fotoromanza - Gianna Nannini
- Solo tu - Matia Bazar
- Vacanze romane - Matia Bazar
- Per un'ora d'amore - Matia Bazar
- Ragazzo fortunato - Jovanotti
- Stasera che sera - Matia Bazar
- Mister Mandarino - Matia Bazar

### Seconda stagione
| Titolo                           | Autore                                      |
| -------------------------------- | ------------------------------------------- |
| Amarti è l'immenso per me        | Eros Ramazzotti & Antonella Bucci           |
| Ballo ballo                      | Raffaella Carrà                             |
| Vacanze romane                   | Matia Bazar                                 |
| Cheek to Cheek                   | Fred Astaire                                |
| Bye Bye Baby                     | Marilyn Monroe                              |
| Gold                             | Spandau Ballet                              |
| Gloria                           | Umberto Tozzi                               |
| Metti, una sera a cena           | Ennio Morricone                             |
| Adesso tu                        | Eros Ramazzotti                             |
| Alghero                          | Giuni Russo                                 |
| Lamette                          | Donatella Rettore                           |
| Sabato pomeriggio                | Claudio Baglioni                            |
| Sempre libera (La traviata)      | Giuseppe Verdi - Cantante: Maria Callas     |
| Cuore                            | Rita Pavone                                 |
| Lady Marmalade                   | Labelle                                     |
| I dubbi dell'amore               | Fiorella Mannoia                            |
| Guapparia                        | Diego Giannini                              |
| Ascolta il tuo cuore             | Laura Pausini                               |
| Tra te e il mare                 | Laura Pausini                               |
| Montagne verdi                   | Marcella Bella                              |
| Super SuperMan                   | Miguel Bosé                                 |
| Quando nasce un amore            | Anna Oxa                                    |
| Allocco tra gli angeli           | Ghigo                                       |
| Single Ladies (Put a Ring on It) | Beyoncé                                     |
| In ginocchio da te               | Gianni Morandi                              |
| Il mare d'inverno                | Loredana Bertè                              |
| Tango delle capinere             | Raoul Casadei                               |
| Via                              | Claudio Baglioni                            |
| La stagione dell'amore           | Franco Battiato                             |
| Io che amo solo te               | Sergio Endrigo                              |
| Parole parole                    | Mina                                        |
| Solo tu                          | Matia Bazar                                 |
| Ti lascerò                       | Fausto Leali & Anna Oxa                     |
| Say Shava Shava                  | Tratta dal film Kabhi Khushi Kabhie Gham... |
| Love Is in the Air               | John Paul Young                             |

### Terza stagione
Per la prima volta a partire da questa serie, le canzoni sono cantate dagli stessi attori.
| Titolo                                | Autore             |
| ------------------------------------- | ------------------ |
| We Are Family                         | Sister Sledge      |
| Che m'importa del mondo               | Rita Pavone        |
| E dimmi che non vuoi morire           | Patty Pravo        |
| Alla mia età                          | Rita Pavone        |
| Qui e là                              | Patty Pravo        |
| Il tempo se ne va                     | Adriano Celentano  |
| Avrai                                 | Claudio Baglioni   |
| Simpatica sei tu                      | Nicola Arigliano   |
| Donna                                 | Quartetto Cetra    |
| Confusa e felice                      | Carmen Consoli     |
| Soldi soldi soldi                     | Betty Curtis       |
| Kobra                                 | Donatella Rettore  |
| La notte                              | Salvatore Adamo    |
| Un senso                              | Vasco Rossi        |
| Non ho l'età (Per amarti)             | Gigliola Cinquetti |
| Fortissimo                            | Rita Pavone        |
| Paradise                              | Phoebe Cates       |
| Minuetto                              | Mia Martini        |
| Prima di partire per un lungo viaggio | Irene Grandi       |
| Senza pietà                           | Anna Oxa           |
| Uomini soli                           | Pooh               |
| Eternità                              | Camaleonti         |
| Perdere l'amore                       | Massimo Ranieri    |
| Se perdo te                           | Patty Pravo        |
| Che sarà                              | Ricchi e Poveri    |
| Azzurro                               | Adriano Celentano  |

## Promozione
Per il lancio di Tutti pazzi per amore, oltre alla pubblicità classica, la Rai ha utilizzato per la prima volta anche il marketing virale, creando tre parodie che giocano sul titolo della fiction e fanno rivivere i protagonisti della serie tv nelle ambientazioni dei più classici film di genere. Dunque, per il lancio di questa fiction, la Rai ha caricato su YouTube:
- un video intitolato Tutti sazi per amore, spot in versione horror[4];
- un video intitolato Tutti lazi per amore, spot in versione western[5];
- un video intitolato Tutti razzi per amore, spot in versione fantascienza[6].

Per promuovere la seconda stagione, il 13 marzo 2010 è stato fatto un flash mob al centro commerciale Porta di Roma, dove decine di ballerini (professionisti e no) hanno danzato sulle note dei brani della serie, mixati tra loro, indossando le magliette della fiction.

## Riconoscimenti
Nel 2009, Tutti pazzi per amore viene proclamata, nell'ambito del Premio Regia Televisiva, miglior fiction. Per il ruolo di Lea, l'attrice Sonia Bergamasco ha vinto il premio come miglior attrice non protagonista al RomaFictionFest 2009. Il format della serie ha ricevuto la menzione speciale alla XXXIV edizione del premio Golden Chest.